# 小行星2953
小行星2953（2953 Vysheslavia）是一颗围绕太阳公转的小行星。1979年9月24日，尼古拉·切爾尼赫在克里米亚发现了此天体。
該小行星以烏克蘭詩人列昂尼德·維舍斯拉夫斯基命名。
这颗小行星的绝对星等为5.12135等。